# Marcus Garvey
Marcus Mosiah Garvey, Jr. (St. Ann's Bay, Jamaica, 17 d'agost de 1887 - Londres, 10 de juny de 1940), heroi nacional de Jamaica, fou un editor, periodista, empresari, nacionalista negre, panafricanista i orador. Va fundar l'Associació Universal de Desenvolupament Negre i la Lliga de Comunitats Africanes (UNIA-ACL).
Abans del segle vint, alguns líders com Prince Hall, Martin Delany, Edward Wilmot Blyden i Henry Highland Garnet ja havien defensat i participat que la diàspora africana havia d'involucrar-se en els afers africans. Garvey fou l'únic filòsof panafricanista que va inspirar un moviment en masses global enfocat cap al coneixement d'Àfrica, conegut com a garveisme. Promogut per la UNIA com un moviment de redempció africana, el garveisme inspiraria molts d'altres, com la Nació de l'Islam i el moviment Rastafari, que proclamà Garvey com un profeta. La intenció del moviment era que aquells que tenien ancestres africans havien d'alliberar l'Àfrica de la colonització i domini europeu. També creia que els afroamericans havien de retornar al continent africà, en un moviment colonial. Les seves idees essencials estan resumides en una editorial del llibre African Fundamentalism, en què va escriure:
| « | Our union must know no clime, boundary, or nationality… let us hold together under all climes and in every country… | » |

## Vida primerenca
Garvey va néixer a St. Ann's Bay, Jamaica, el 17 d'agost de 1887, fill de Marcus Mosiah Garvey, Sr., un paleta i Sarah Jane Richards, una treballadora domèstica i agricultora. Dels seus onze germans, només Marcus i la seva germana Indiana van arribar a l'edat adulta. El pare de Garvey era conegut per tenir una gran biblioteca i gràcies a ell, Marcus va estimar molt la lectura. L'any 1900, va començar a ser aprenent del seu oncle, Alfred Burrowes. Aquest, igual que el seu pare, tenia una extensa biblioteca, de la qual el jove Marcus en va fer un bon ús. A l'edat dels 14 anys, Garvey va deixar St. Ann's Bay i va anar a Kingston, on va trobar treball com a compositor en una impremta. Ell treballava per A. Benjamin quan aquest fou elegit vicepresident de la Unió de Kingston, el 1907. Posteriorment, Marcus va trobar feina a l'Oficina d'Impressions del Govern. El 1909, es començà a editar el seu diari, The Watchman, que només va tenir tres números.
El 1910, Garvey va deixar Jamaica i va començar a viatjar a través de la regió d'Amèrica central. Va viure diversos mesos a Costa Rica, on treballà com a temporer en una plantació de bananes. Començà a treballar com a editor del diari La Nacionale el 1911. El mateix any, va anar a Colón, Panamà, on va editar un bisetmanari, abans que el 1912 tornés a Jamaica.
Després de diversos anys de treballar al Carib, Garvey va deixar Jamaica per anar a Londres, on hi va viure entre el 1912 i el 1914, on va anar al Birkbeck College i va treballar en la revista African Times and Orient, que era publicada per Dusé Mohamed Ali. També va participar diverses vegades com orador a l'speaker's corner de Hyde Park.

## Fundació i projectes a la UNIA-ACL
Durant els seus viatges, Garvey es va convèncer que l'única sortida a la condició dels negres era la seva unitat. Al juny de 1914 va tornar a Jamaica, on va fundar l'Associació Universal de Desenvolupament Negre i la Lliga de Comunitats Africanes a l'agost del 1914, que perseguia la unitat d'Àfrica i la seva diàspora dins una gran unitat. Amy Ashwood, que més tard seria la primera esposa de Garvey, també estava entre els fundadors. Com a primer president general de l'entitat, va dir que volia la unitat de totes les persones amb ancestres africans del món en un gran cos per a establir un país i un govern absolut que els governés.
Després de tenir correspondència amb Booker T. Washington, Garvey va anar als Estats Units al 23 de març del 1916, per fer una gira de conferències per establir el model educatiu jamaicà a l'Institut Tuskegee de Washington D.C. Garvey visità aquest institut i molts líders negres. Després, va anar a Nova York on va treballar en impremtes i va parlar molt amb Hubert Harrison, que el va influenciar molt. El 9 de maig del 1916, va fer la seva primera conferència pública a la ciutat de Nova York, a l'església de St. Mark in the Bowery i començà una gira que el va portar a 38 estats.
Al maig de 1917, Garvey i tretze persones més van fundar la primera divisió de la UNIA a fora de Jamaica i van començar a avançar les seves idees sobre la promoció social, política i la llibertat econòmica dels negres. El 2 de juliol, es va produir el motí de l'Est de Sant Louis. El 8 de juliol, Garvey va fer una conferència a Harlem. Durant el discurs, va declarar que el motí era una de les possibilitats de lluita. A l'octubre, es va produir una escissió en la divisió de la UNIA de Harlem, que va encapçalar Garvey, tot i que ell, tècnicament, tenia la mateixa posició a Jamaica.
Garvey va treballar amb l'objectiu de possibilitar el retorn de la gent d'ascendència africana a Àfrica. Al 17 d'agost de 1918 començà l'edició i la distribució del diari Negro World, en el qual Garvey va treballar com a editor.
El 27 de juny de 1919, mentre Garvey era president de la UNIA, el Black Star Line de Delaware es va incorporar a l'associació. Però, Garvey fou acusat per crims fiscals. El 14 d'octubre del mateix any, també fou objectiu d'un atac amb pistola per part de George Tyler.
L'agost de 1920, la UNIA ja tenia un milió de membres. Aquell mes es va fer una convenció, amb delegats de tot el món, que van escoltar Garvey.
Una altra iniciativa de Garvey va ser la Negro Factories Corporation, que pretenia crear infraestructures per manufacturar matèries primeres que tenien com a destinació principal les indústries dels Estats Units, Centreamèrica, les Índies occidentals i Àfrica. Algunes de les empreses eren granges, restaurants, editorials i altres negocis.
Convençut que els negres tindrien un lloc permanent a Àfrica, Garvey volia treballar pel desenvolupament de Libèria.
El programa de Libèria, llençat el 1920, volia construir escoles, universitats, plantes industrials i ferrocarrils. Però, aquest fou abandonat a mitjans dels anys 20 per l'oposició dels poders europeus, que tenien interessos a Libèria. En resposta als suggeriments que deien que ell volia que tots els americans amb ancestres africans havien de tornar a Àfrica, va escriure que potser no tots els negres volien anar al continent africà i que aquells que no volien, no hi havien pas d'anar.
Garvey ha estat reconegut com al creador del més important moviment de gent descendent d'Àfrica. Aquest moviment va tenir lloc als 20, i fins i tot es diu que va tenir més participació d'afroamericans que el Moviment dels Drets Civils. En essència, l'UNIA fou el moviment panafricà més important.

## Acusació de frau
Durant molt de temps, Garvey fou investigat pels serveis d'intel·ligència dels Estats Units, però no es va trobar coses prou importants per a la seva deportació.
A finals de 1919, se'l va acusar de frau postal, amb relació a la Black Star Line. Dels quatre oficials d'aquesta, només Garvey fou acusat d'utilitzar el servei postal per a fer frau. Els seguidors de Garvey van dir que aquesta persecució estava motivada políticament i van dir que s'havia fet considerant un fals testimoni.
Quan el judici va acabar, el 23 de juny de 1923, Garvey fou sentenciat a cinc anys de presó. Ell continuava mantenint la seva innocència. Fou pres sota custòdia i fou enviat a la presó federal d'Atlanta, el 8 de febrer de 1925.
La sentència de Garvey fou commutada pel president Calvin Goolidge. Després fou deportat a Jamaica.

## Crítiques
Mentre que W. E. B. Du Bois va expressar que la Black Star Line era "original i prometedora", també va dir que "Marcus Garvey és, sens dubte, el més perillós enemic dels negres d'Amèrica i del món. És un llunàtic i un traïdor."
Garvey va dir que Du Bois tenia prejudicis vers ell, perquè ell era un nadiu caribeny, amb la pell més fosca. Garvey va dir que Du Bois era "purament i simple un nigger de l'home blanc, un petit alemany, un petit francès, un petit negro, un mulat, una monstruositat." Hi havia males relacions entre Garvey i la NAACP. Garvey va acusar Du Bois de pagar conspiradors que sabotegessin la Black Star Line per destrossar la seva reputació.
Garvey va reconèixer la influència del Ku Klux Klan i a inicis de 1922, va anar a Atlanta, per tenir una conferència amb el cap del KKK.
Ell creia que el KKK, els clubs anglosaxons i les societats blanques americanes eren millors amics dels negres que els que es manifestaven com els seus amics, que ell considerava hipòcrites.

## Els últims anys
Garvey va viatjar a Ginebra el 1928 per a presentar la "petició de l'ètnia negra", que clamava contra l'abús universal contra els africans, a la Lliga de les Nacions. El setembre del 1929 va fundar el Partit Polític dels Pobles (PPP), el primer partit polític modern de Jamaica, que pretenia treballar pels drets dels treballadors, l'educació i l'ajuda contra la pobresa.
També el 1929 fou elegit conseller de la Divisió d'Allman Town, de Kingston. Quan va haver d'anar a la presó, va perdre el seu seient, però el 1930 fou reelegit per al mateix càrrec.
A l'abril del 1931, va crear l'Edelweiss Amusement Company, des de la qual va ajudar molts artistes jamaicans a fer-se famosos.
El 1935, Garvey va deixar Jamaica per anar a Londres, lloc on va viure fins a la seva mort, el 1940. Durant aquests últims 5 anys de vida, va romandre actiu, sobretot durant la Segona Guerra italianoetíop (després coneguda com d'Abissínia). El 1938, va assistir a l'Escola de Filosofia Africana de Toronto, on van assistir els líders de l'UNIA. També continuava el seu treball a la revista The Black Man.
El 1937, un grup de partidaris americans, anomenat Peace Movement of Ethiopia, van col·laborar amb el senador de Mississipi, Theodore Bilbo, en la promoció de la repatriació. En el Senat, Bilbo va ser favorable al New Deal de Franklin Roosevelt. Bilbo també donava suport a la segregació i la supremacia blanca i estava atret per les idees dels separatistes negres, com Garvey. Bilbo va proposar de deportar 12 milions d'afroamericans a Libèria.

## Mort
El 10 de juny del 1940, Garvey es va morir després de dos accidents vasculars, curiosament, després de llegir un obituari erroni sobre la seva pròpia mort al Chicago Defender, en què es deia que Garvey havia mort "trencat, sol i impopular". A causa de les condicions dels viatges durant la Segona Guerra mundial, fou enterrat al cementiri de Kensal Green, de Londres. Hi va haver rumors que havia estat emmetzinat.
El 1964, fou exhumat i portat a Jamaica, on el 15 de novembre del mateix any, el govern jamaicà el va proclamar el seu primer heroi nacional i fou enterrat altra vegada al Parc dels Herois Nacionals.

## Vida personal
Marcus Garvey es va casar dues vegades: primer amb l'activista panafricana jamaicana, Amy Ashwood (casat el 1919 i divorciat el 1922), que va treballar amb ell els primers anys de l'UNIA; i després amb la periodista i editoria Amy Jacques (1922). Aquesta darrera va ser mare de dos fills de Marcus, Marcus Jr. i Julius.

## Influència

La bandera d'UNIA utilitza tres colors: vermell, negre i verd

La memòria de Garvey s'ha mantingut viva. Escoles, instituts, ferrocarrils i edificis d'Àfrica, Europa, el Carib i els Estats Units han pres el seu nom en el seu honor. La bandera de l'UNIA, vermella, negra i verda, ha estat adoptada com la bandera de l'alliberació negra. Des de 1980, el bust de Garvey ha estat en el saló dels Herois de l'Organització dels Estats Americans de Washington D.C.
Els pares de Malcolm X, Earl i Louise Little, es van conèixer en la convenció de l'UNIA, a Mont-real. Earl era el president de la divisió de l'UNIA d'Omaha, Nebraska i Louise contribuïa al diari Negro World.
Kwame Nkrumah va anomenar la línia nacional de vaixells de Ghana amb el nom de la Black Star Line, en honor de Garvey i la UNIA. Nkrumah també va posar aquest nom a l'equip nacional de futbol, els Black Stars. L'estrella negra està al centre de la senyera de Ghana, que també està inspirada en la Black Star Line.

Bandera de Ghana

Durant un viatge a Jamaica, Martin Luther King i la seva dona, Coretta Scott King, van visitar el monument de Marcus Garvey, el 20 de juny de 1965 i van fer-hi una pregària. En un parlament, va dir a l'audiència que Garvey "fou el primer home de color a liderar i desenvolupar un moviment de masses. Fou el primer home que va donar, a escala massiva, un sentit de dignitat i destí a milions de negres. I feu que el negro se sentís com si fos algú".
King també fou el primer a rebre, a títol pòstum, el primer Premi Marcus Garvey per als Drets Humans, el 10 de desembre del 1968, que atorgava el govern jamaicà, i que va rebre la vídua de Martin.
Els Estats Units d'Àfrica van veure la llum per primera vegada el 1924 en un poema de Garvey.
Hi ha hagut referències de la cultura pop a Marcus Garvey, d'ençà que va entrar a l'escena internacional. Garvey està citat repetidament en gran varietat de llibres, cançons i films. És mencionat sobretot de manera freqüent en la música blues, reggae, jazz i hip-hop.
El 2002, l'estudiós Molefi Kete Asante va incloure Marcus Garvey a la llista dels 100 afroamericans més importants.

## Garvey i rastafarisme
El rastafarisme considera Garvey com un profeta i algunes vegades és vist com la reencarnació de sant Joan Baptista.
Els seus pensaments han influït molt el moviment rastafari, que pretenia l'ascens d'Haile Selassie I d'Etiòpia. Els primers rastres estaven associats amb el moviment de retorn a Àfrica de Jamaica. Aquest primerenc moviment rastafari també era influenciat per un, separat, moviment protorasta conegut com a Església afroatlicana, que creia en un text religiós conegut com la Sagrada Piby -en què Garvey era proclamat profeta, també. Aquest, el moviment rastafari, pot ser vist com una plasmació de la filosofia garveita. Com que els seus pensaments han influït molt en els rastafari, Garvey és tot sovint mencionat en la música reggae.
Garvey es va identificar a si mateix en el moviment rastafari i, de fet, va abandonar la religió metodista per esdevenir catòlic.

## Memorials a Garvey
Hi ha un gran nombre de coses que recorden Marcus Garvey arreu del món, sobretot a Jamaica i als Estats Units: 
Jamaica
- Una placa commemorativa a la casa on va néixer, al número 32 de Market Street, de St. Ann's Bay.
- Una estàtua a la biblioteca de St. Ann's Bay.
- Una escola de secundària té el seu nom al mateix poble.
- Un bust al Parc Apex, a Kingston.
- Apareix la seva cara a les monedes jamaicanes de 50 cèntims i al bitllet de 20 dòlars.
- L'edifici del Ministeri d'Afers Exteriors de Jamaica, a New Kingston, té el seu nom.
- Una estàtua al National Heroes Park, a Kingston.
- Els àlbums musicals de reggae, "Marcus Garvey" i "Garvey's Ghost" tenen el seu nom.

Trinitat
- Una estàtua a Harris Promenade, San Fernando.

Estats Units d'Amèrica
- A Harlem, hi ha un parc que té el seu nom i una biblioteca pública.
- Un carrer important del Brooklyn negre té el seu nom.
- La Universal Hip Hop Parade té el seu nom. Es fa a Brooklyn i es basa en la cultura popular negra.
- Al districte Tenderloin, de San Francisco, hi ha el parc Marcus Garvey.
- El Centre Cultural Marcus Garvey, a la Universitat del Nord de Colorado, a Greeley, Colorado.
- L'escola de secundària Marcus Garvey, a Trenton (Nova Jersey).
- El Centre Comunitari Marcus Garvey de Boston.
- L'escola Marcus Garvey, de Los Angeles.
- L'escola Marcus Garvey, de Chicago.
- Hi ha llibreries que es diuen Marcus Garvey a San Francisco i a Oakland.

Canadà
- El Centre per la Unitat Marcus Garve, a Edmonton, Alberta.
- El dia de Marcus Gervey al festival del 17 d'agost de Toronto

Àfrica
- Un carrer important té el seu nom a Nairobi, Kenya.
- Carrer Marcus Garve d'Enugu (ciutat), Nigèria.

Europa
- El parc Marcus Garvey d'Hammersmith, Londres.
- El centre Marcus Garvey de Lenton, Nottingham.
- La biblioteca Marcus Garvey de Londres.
- La carretera Marcus Garvey, a Brixton, Londres.

## Llibres sobre Marcus Garvey
- The Philosophy and Opinions of Marcus Garvey. Editat per Amy Jacques Garvey. 412 pàgines. Majority Press; Centennial edition, 1986. ISBN 0-912469-24-2. Avery edition. ISBN 0-405-01873-8.
- Message to the People: The Course of African Philosophy by Marcus Garvey. Editat per Tony Martin. Foreword by Hon. Charles L. James, president- general, Universal Negro Improvement Association. 212 pàgines. Majority Press, 1 de març de 1986. ISBN 0-912469-19-6.
- The Poetical Works of Marcus Garvey. Compilat i editat per Tony Martin. 123 pàgines. Majority Press, 1 de juny de 1983. ISBN 0-912469-02-1.
- Hill, Robert A., editor. The Marcus Garvey and Universal Negro Improvement Association Papers. Vols. I-VII, IX. University of California Press, ca. 1983- (ongoing). 1146 pàgines. University of California Press, 1 de maig de 1991. ISBN 0-520-07208-1.
- Hill, Robert A., editor. The Marcus Garvey and Universal Negro Improvement Association Papers: Africa for the Africans 1921-1922. 740 pàgines. University of California Press, 1 de febrer de 1996. ISBN 0-520-20211-2.

- Burkett, Randall K. Garveyism as a Religious Movement: The Institutionalization of a Black Civil Religion. Metuchen, N.J.: Scarecrow Press and American Theological Library Association, 1978.
- Campbell, Horace. Rasta and Resistance: From Marcus Garvey to Walter Rodney. Trenton, N.J.: Africa World Press, 1987.
- Clarke, John Henrik, editor. Marcus Garvey and the Vision of Africa. With assistance from Amy Jacques Garvey. New York: Vintage Books, 1974.
- Cronon, Edmund David. Black Moses: The Story of Marcus Garvey and the Universal Negro Improvement Association. Madison: University of Wisconsin Press, 1955, reimprès el 1969 i el 2007.
- Garvey, Amy Jacques, Garvey and Garveyism. London: Collier-MacMillan, 1963, 1968.
- Grant, Colin. Negro with a Hat, The Rise and Fall of Marcus Garvey and his Dream of Mother Africa., London: Jonathan Cape, 2008.
- Hill, Robert A., editor. Marcus Garvey, Life and Lessons: A Centennial Companion to the Marcus Garvey and Universal Negro Improvement Association Papers. Berkeley: University of California Press, 1987.
- Hill, Robert A. The Marcus Garvey and Universal Negro Improvement Association Papers. Vols. I–VII, IX. University of California Press, ca. 1983– (ongoing).
- James, Winston. Holding Aloft the Banner of Ethiopia: Caribbean Radicalism in Early Twentieth-Century America. London: Verso, 1998.
- Kornweibel Jr., Theodore. Seeing Red: Federal Campaigns Against Black Militancy 1919-1925. Bloomington and Indianapolis: Indiana University Press, 1998.
- Lemelle, Sidney, and Robin D. G. Kelley. Imagining Home: Class, Culture, and Nationalism in the African Diaspora. London: Verso, 1994.
- Lewis, Rupert. Marcus Garvey: Anti-Colonial Champion. Trenton, N.J.: Africa World Press, 1988.
- Lewis, Rupert, and Bryan, Patrick, eds. Garvey: His Work and Impact. Mona, Jamaica: Institute of Social and Economic Research, 1988.
- Lewis, Rupert, and Maureen Warner-Lewis. Garvey: Africa, Europe, The Americas. Trenton, N.J.: Africa World Press, 1986, 1994.
- Manoedi, M. Korete. Garvey and Africa. New York: New York Age Press, 1922.
- Martin, Tony. Race First: The Ideological and Organizational Struggle of Marcus Garvey and the Universal Negro Improvement Association. Westport, Conn.: Greenwood Press, 1976.
- Martin, Tony. Literary Garveyism: Garvey, Black Arts, and the Harlem Renaissance. Dover, Mass.: Majority Press, 1983.
- Martin, Tony. African Fundamentalism: A Literary and Cultural Anthology of Garvey's Harlem Renaissance. Dover, Mass.: Majority Press, 1983, 1991.
- Martin, Tony. Marcus Garvey: Hero. Dover, Mass.: Majority Press, 1983.
- Martin, Tony. The Pan-African Connection: From Slavery to Garvey and Beyond. Dover, Mass.: Majority Press, 1983.
- Martin, Tony. The Poetical Works of Marcus Garvey. Dover, Mass.: Majority Press, 1983.
- Smith-Irvin, Jeannette. Marcus Garvey's Footsoldiers of the Universal Negro Improvement Association. Trenton, N.J.: Africa World Press, 1989.
- Solomon, Mark. The Cry Was Unity: Communists and African-Americans, 1917–1936. Jackson: University Press of Mississippi, 1998.
- Stein, Judith. The World of Marcus Garvey: Race and Class in Modern Society. Baton Rouge: Louisiana State University Press, 1986.
- Tolbert, Emory J. The UNIA and Black Los Angeles. Los Angeles: Center of Afro-American Studies, University of California, 1980.
- Vincent, Theodore. Black Power and the Garvey Movement. Berkeley, Calif.: Ramparts Press, 1971.